# UC 93
UC 93 war ein U-Boot der Kaiserlichen Marine vom Typ UC, das im Ersten Weltkrieg eingesetzt wurde. Es war für die U-Flottille Flandern vorgesehen,
erreichte aber aufgrund des Kriegsverlaufes keine Frontbereitschaft mehr. Am 27. November 1918 wurde das Boot mit der V. Staffel nach Harwich überführt und dort zur italienischen Kriegsbeute erklärt.

## Geschichte
UC 93 wurde in Hamburg bei Blohm & Voss unter der Baunummer 327 gebaut und lief am 19. Februar 1918 vom Stapel. Am 22. August erfolgte die Indienststellung des Bootes unter dem Kommando von Oberleutnant zur See Gottfried Barholdy. Bis Kriegsende kam das Boot nicht mehr zum Fronteinsatz. Entsprechend der Bedingungen des Waffenstillstandes musste UC 93 an die Entente ausgeliefert werden. 1919 wurde das Boot über Falmouth, Gibraltar und Neapel nach La Spezia überführt und dort im August abgebrochen.